# Simulium sublonckei
Simulium sublonckei är en tvåvingeart som beskrevs av Craig 2004. Simulium sublonckei ingår i släktet Simulium och familjen knott. Inga underarter finns listade i Catalogue of Life.